# 吐魯番鱷屬
吐魯番鱷屬是股薄鱷科的一屬，生存於三疊紀中期的中國西北部。模式種是達坂吐魯番鱷（T. dabanensis），是由楊鍾健在1973年命名。正模標本（編號IVPP V.32237）是一個部份完整但關節脫落的骨骼。楊鍾健最初認為吐魯番鱷是種類似派克鱷的動物，因此歸類於派克鱷科。在1933年，Parrish將吐魯番鱷歸類於Suchia。吐魯番鱷的體型小，身長約90公分。

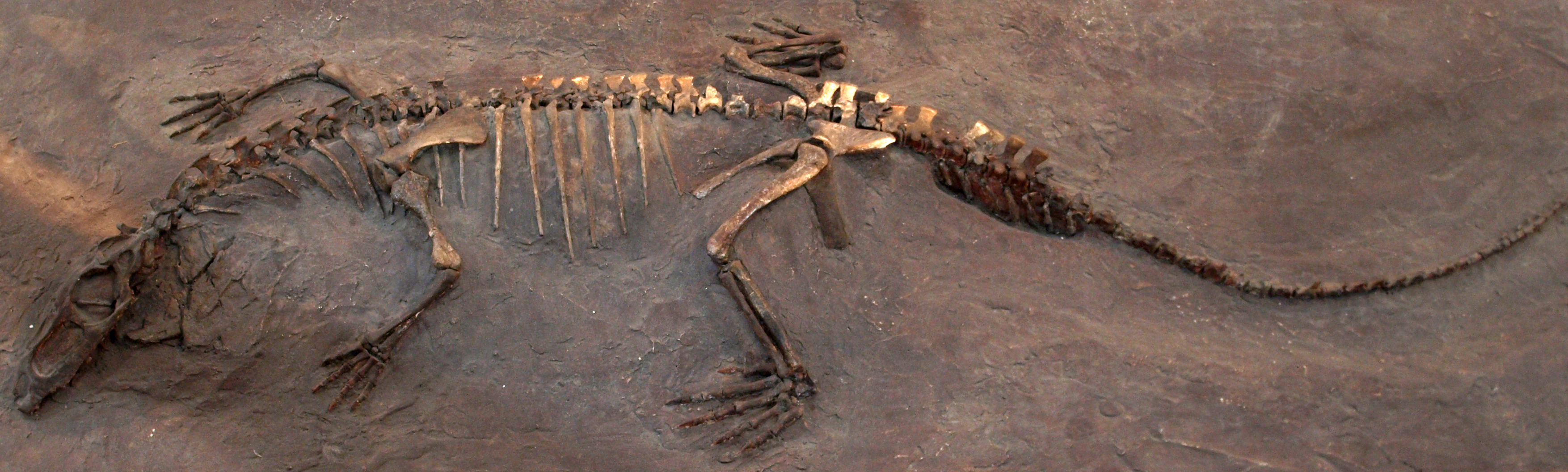
達坂吐魯番鱷的標本 - 中國古動物博物館

在2001年，北京古脊椎動物與古人類研究所的吳肖春與卡爾加里大學的Anthony Russell重新研究這些化石。他們發現吐魯番鱷的股骨與肱骨類似鐵沁鱷與派克鱷，但跟骨則不類似。他們並發現一個部份皮內成骨。他們提出吐魯番鱷並非Suchia，也非伪鳄类，也非派克鱷的近親。
在2010年，一群古生物學家提出吐魯番鱷是伪鳄类的一屬，他們發現吐魯番鱷的跟骨類似其他早期伪鳄类，尤其是堅蜥目。

## 外部連結
- Turfanosuchus（页面存档备份，存于） in the Paleobiology Database